# 恆河餐廳

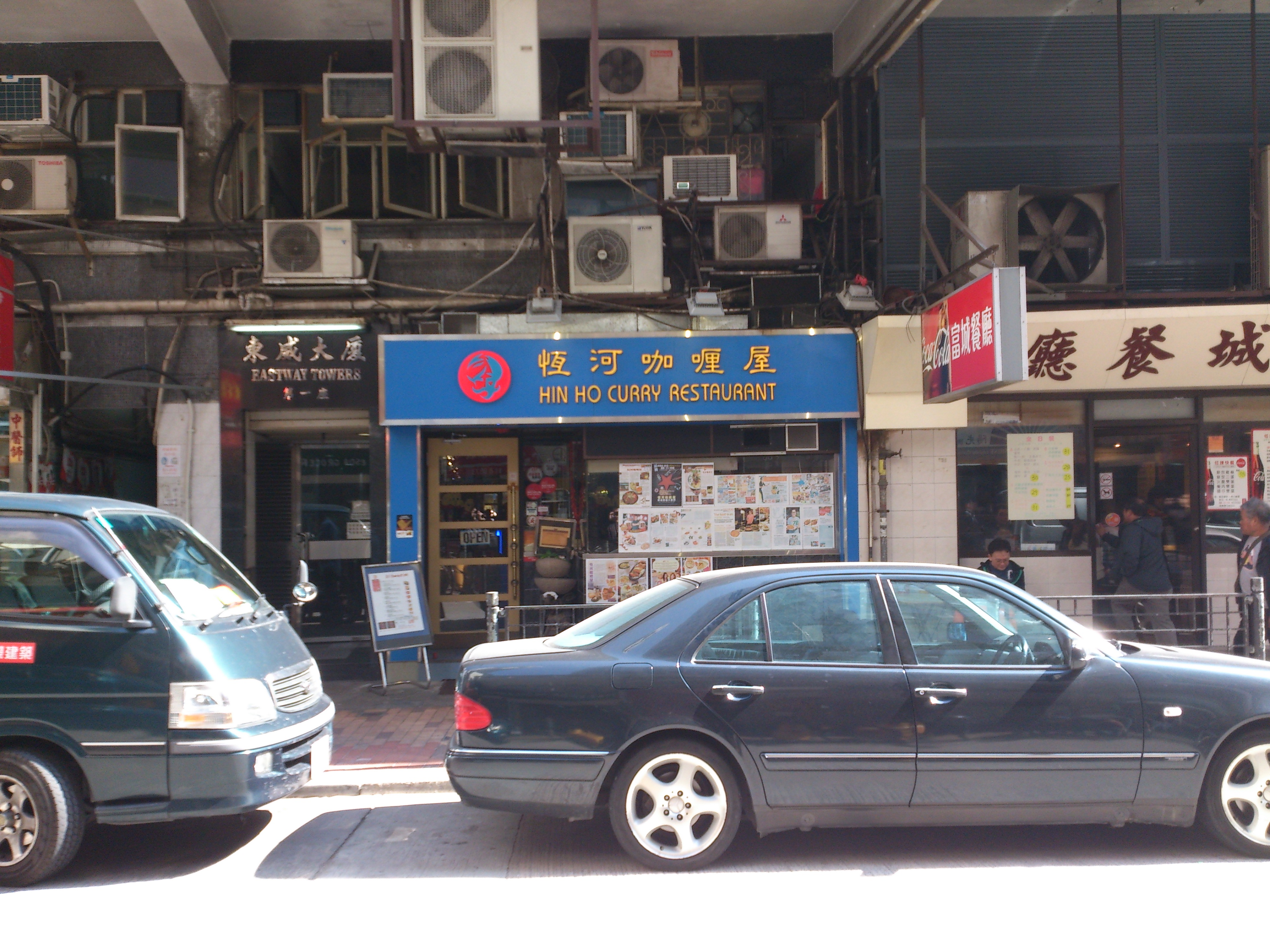
恆河咖喱屋筲箕灣總店

恆河咖喱屋（Hin Ho de Curry Restaurant），前身為恆河咖喱屋，是香港一家港式印度咖喱餐廳，獲2011年至2012年米芝蓮指南香港澳門一星評級。
恆河咖喱屋於1990年代開業，總店設於筲箕灣東大街，2000年在西灣河開設第一間分店。東主謝添熀本為室內設計師。2002年，謝添熀於灣仔耗資400萬開設分店，樓高四層，每層不同設計，但由於印度廚師擅改菜譜，及食物質素欠佳，其後結業。
謝添熀遂自行研發適合香港人口味的印度菜式，並以大衆化價格招徠顧客。
2010年12月，恆河咖喱屋筲箕灣總店獲得2011年米芝蓮指南香港澳門一星評級，是香港首家獲得星級評級的印度菜餐廳，西灣河分店亦同時獲推介為「必比登『米芝蓮車胎人』美食」餐廳。
2016年獲飲食地图评选为香港咖喱之父。招牌菜包括香料燴羊膝、番茄咖喱牛仔腩、白咖喱燴蒜子烤雞、香料咖喱烤羊扒等。

## 資料來源
1. ↑  特稿：咖喱屋廚師另起爐灶 老闆自學升呢[永久] 成報，2010年12月3日
2. ↑  恆河咖喱 設計師學廚出頭 （页面存档备份，存于） 明報，2010年12月3日
3. ↑  米芝蓮 2011指南 香港星級小食肆平爆全球 （页面存档备份，存于） 蘋果日報，2010年12月3日

## 外部連結
- 恆河咖喱屋 筲箕灣 （页面存档备份，存于） openrice.com
- 恆河咖喱屋 西灣河 （页面存档备份，存于） openrice.com